# 1992年夏季残疾人奥林匹克运动会保加利亚代表团
1992年夏季残疾人奥林匹克运动会保加利亚代表团是保加利亚派出的1992年夏季残疾人奥林匹克运动会代表团。获得1枚金牌和2枚银牌。